# Льюїс Свіфт
Льюїс Свіфт (англ. Lewis A. Swift; 29 лютого 1820 — 2 січня 1913) — американський астроном.

## Біографія
Свіфт виявив кілька комет, наприклад, короткоперіодичну комету Свіфта — Таттла, а також понад 1000 об'єктів Нового загального каталогу.
Хоча Свіфт не мав університетської освіти, він був нагороджений у 1897 році медаллю Джексон-Гвілт Королівського астрономічного товариства. У його честь був названий місячний кратер і астероїд.